# Laboratoire informatique d'Avignon
 (novembre 2021).
Pour les articles homonymes, voir LIA.
Le Laboratoire informatique d'Avignon (LIA) est un laboratoire de recherche français en informatique sous la tutelle d'Avignon Université et situé sur son Campus Jean-Henri Fabre. 
Le LIA est une équipe d'accueil (EA 4128) créée en 1987, qui regroupe les enseignants-chercheurs relevant de la 27e section du Conseil national des universités (CNU) ainsi que les étudiants de doctorat et du master durant la période consacrée à leur travail de recherche. 
Ce laboratoire est actif dans les thématiques de recherche sur l'optimisation et la recherche opérationnelle, les réseaux informatiques, le traitement automatique de la langue naturelle (TALN), et plus récemment les sociétés numériques et les systèmes complexes. 
Il est membre fondateur de l’Institut Carnot Cognition et de l’Institut Convergences Institut Langage, Communication & Cerveau. Il a été noté 4 A+ par l'AERES lors de l'évaluation 2012. Il est dirigé depuis 2025 par Fabrice Lefèvre.

## Présentation

### Fonctionnement
Le LIA se situe sur le territoire du Technopole Agroparc. Il regroupe environ 80 personnes: une quinzaine de contractuels techniques (ingénieurs, post-doctorants, chercheurs) et administratifs, une trentaine de doctorants, une trentaine de chercheurs permanents (chercheurs et enseignants-chercheurs fonctionnaires titulaires) et quelques chercheurs invités. Malgré sa petite taille, il s'agit d'un laboratoire dynamique "à la pointe dans le traitement du langage écrit et oral, la reconnaissance vocale", domaines de sa spécialisation. Les étudiants en thèse du LIA sont tous financés. Ils le sont par des fonds issus des projets de recherche (ANR ou européens), des allocations de recherche ministérielles ou régionales, des conventions CIFRE ou encore des bourses de gouvernements étrangers.

### Domaines de recherche
Les activités de recherche du Laboratoire Informatique d'Avignon couvrent plusieurs domaines de l'informatique. La liste inclut le traitement du langage naturel et de la parole, les réseaux informatiques, le multimédia, la représentation des connaissances, les interactions homme-machines, l'optimisation, la recherche d'information, l'étude des sociétés numériques et des systèmes complexes. Plusieurs projets sont financés par des organismes comme l'Agence nationale de la recherche (ANR), l'Association nationale de la recherche technique (ANRT) et des projets européens, comme le projet de dialogue homme-machine auquel a participé également l'université de Trente (Italie), l'Université de Rhénanie-Westphalie (Allemagne) et l'Académie des sciences de Pologne. Le LIA privilégie le développement des outils de type source libre, ce qui permet la diffusion de logiciels et du savoir-faire du laboratoire. Des techniques de pointe, telles que le résumé multimédia (audio, vidéo, image et texte) et guidé par l'analyse d'une opinion font l'objet des études récentes du LIA.

### Capacité de calcul et équipements
Le laboratoire possède ses propres capacités de calcul avec un cluster d'environ 200 cœurs, au 1er avril 2011, fonctionnant sous le système d'exploitation Mosix, environ 500 gigaoctets de mémoire vive pour 50 téraoctets de mémoire de masse. Ce cluster est exclusivement à l'usage des chercheurs du LIA (doctorants ou titulaires). Il est utilisé pour les applications de traitement automatique du langage, l'analyse de données multimédia, les travaux du laboratoire en recherche opérationnelle et sur les réseaux informatiques. Les stations de travail fonctionnent majoritairement sous GNU/Linux (Ubuntu), Windows et Mac OS X.

## Rayonnement

### International
Le LIA et l'IRIT ont organisé en 2004 le congrès Recherche d'information assistée par ordinateur (RIAO), conférence internationale en recherche d'information qui se déroule tous les trois ans sous l'égide du Centre de hautes études internationales d’informatique documentaire (CID) depuis 1985. Ce congrès de haut niveau est organisé par des institutions comme le Massachusetts Institute of Technology (MIT) en 1998, l'Université McGill en 1997 ou le Collège de France en 2000. Son édition de 2007 a eu lieu à l'Université Carnegie-Mellon (Pittsburgh) et a été parrainée par le Commissariat à l'énergie atomique, Google et Microsoft. En 2016, le laboratoire a organisé la  117e édition de la conférence European Study Group with Industry (ESGI), visant à mettre en contact des chercheurs et des industriels. Les partenaires industriels comportaient à la fois des grands groupes tels qu'Orange et EDF, et des PME de haute technologie. 
Le laboratoire participe également aux conférences internationales dans ses domaines de recherche organisées par les sociétés savantes internationales[source secondaire nécessaire] (IEEE, ACL, ACM, ISCA...). 
Enfin, les outils développés au LIA sont évalués régulièrement[source secondaire nécessaire] dans le cas des campagnes internationales, comme celles du National Institute of Standards and Technology (NIST, agence du département du Commerce des États-Unis visant à développer l'innovation et la compétitivité industrielle). Le laboratoire est notamment le porteur du projet Alizé, plate-forme d'authentification biométrique qui est utilisé par de nombreux industriels et laboratoires académiques[source secondaire nécessaire] (Thalès (FR), MIT (États-Unis), CMU (États-Unis), Berkeley (ICSI, États-Unis), QUT (Australie), IIT/Kampur (Inde), ENST (FR), University of Swansea (Royaume-Uni)...).

### National
Le LIA et l'UAPV ont organisé en 2008 les conférences JEP (Journées d'études sur la parole) et TALN-RECITAL (Traitement automatique des langues naturelles) qui portent sur la recherche en parole, phonétique, linguistique computationnelle et Traitement automatiques de langues naturelles et en parole, réunissant 300 spécialistes venus de 14 pays. 
Le LIA est l'un des acteurs participant à Technolangue. Ce projet, créé à la suite d'un rapport du Conseil supérieur de la langue française remis à Lionel Jospin en novembre 2000, a pour objet la création et le suivi d'actions concernant le traitement informatique de la langue.

## Thématiques de recherche

### Traitement du langage naturel
Cette diversité des sujets d'études est abordée avec une culture scientifique et technologique principalement basée sur les statistiques bayésiennes, l'apprentissage et la classification automatique, la théorie de l'information[réf. nécessaire]. Enfin, les méthodologies mises en œuvre reposent le plus souvent sur des expérimentations sur corpus, le développement de systèmes et leur engagement dans des campagnes d'évaluation.
Enfin, le LIA est actif dans le domaine du traitement automatique de la langue naturelle écrite (TALNE), plus spécialement sur les problèmes de Résumé automatique, compression automatique de phrases, Recherche d'information, Moteur de recherche, systèmes de question-réponse, Génération automatique de textes et Terminologie.

### Optimisation et recherche opérationnelle
D'autres domaines de la recherche opérationnelle tels que la théorie des graphes, la théorie des jeux, la théorie des files d'attente et chaînes de Markov sont abordés en tant qu'outils de recherche.

### Réseaux informatiques
Le laboratoire collabore avec l'INRIA de Sophia-Antipolis à travers des projets comme Networking Games And Biologically Inspired Networks financés par ARC Popeye.

## Quelques chiffres
- 40 thèses de Doctorat soutenues entre le 01/01/2011 et le 30/06/2016
- Environ 20 articles publiés dans des revues scientifiques internationales majeures et 60 articles présentés dans des conférences internationales par année.
- Participation à 21 projets et conventions industrielles, pour un total de 1,7 M€ sur la période 2012-2015.